# Sibley (Illinois)
Sibley es una villa ubicada en el condado de Ford en el estado estadounidense de Illinois. En el Censo de 2010 tenía una población de 272 habitantes y una densidad poblacional de 200,42 personas por km².

## Geografía
Sibley se encuentra ubicada en las coordenadas 40°35′15″N 88°22′42″O / 40.58750, -88.37833. Según la Oficina del Censo de los Estados Unidos, Sibley tiene una superficie total de 1.36 km², de la cual 1.32 km² corresponden a tierra firme y (2.48%) 0.03 km² es agua.

## Demografía
Según el censo de 2010, había 272 personas residiendo en Sibley. La densidad de población era de 200,42 hab./km². De los 272 habitantes, Sibley estaba compuesto por el 98.53% blancos, el 0% eran afroamericanos, el 0.74% eran amerindios, el 0% eran asiáticos, el 0% eran isleños del Pacífico, el 0.37% eran de otras razas y el 0.37% pertenecían a dos o más razas. Del total de la población el 1.47% eran hispanos o latinos de cualquier raza.